# كأس ليختنشتاين 2014–15
كأس ليختنشتاين 2014–15 هو الموسم 70 من كأس ليختنشتاين. أقيم خلال الفترة 26 أغسطس 2014 وحتى 13 مايو 2015، وأشرف على تنظيمه اتحاد ليختنشتاين لكرة القدم، وكان عدد الأندية المشاركة فيه 18، وفاز فيه نادي فادوتس.